# Pontus Kåmark
Pontus Kåmark (ur. 5 kwietnia 1969 w Västerås) – szwedzki piłkarz, grający na pozycji obrońcy. Obecnie pracuje jako komentator piłkarski w TV4. Był zawodnikiem takich klubów jak: Västerås SK, IFK Göteborg, Leicester City, AIK Fotboll oraz ponownie IFK Göteborg, w którym w 2002 roku zakończył karierę.
W reprezentacji Szwecji, z którą III miejsce na Mistrzostwach Świata 1994, od 1990 do 2002 roku rozegrał 57 spotkań.

## Sukcesy
Leicester City
- Puchar Ligi Angielskiej: 1997

IFK Göteborg
- Allsvenskan: 1990, 1991, 1993, 1994, 1995
- Svenska Cupen: 1991